# Vénétie euganéenne
Pour les articles homonymes, voir Vénétie et Euganéen.

Les Tre Venezie (« Trois Vénéties ») dans l'entre-deux-guerres : la Vénétie euganéenne en jaune.

La Vénétie euganéenne (en italien Venezia Euganea ou Venezia Propria) est l'une des « Trois vénéties » (Tre Venezie) ou Triveneto de l'Italie du Nord, correspondant aujourd'hui à la région de la Vénétie et à la partie occidentale du Frioul historique (les provinces d'Udine et de Pordenone).

## Historique
Le terme fut forgé par le linguiste gorizien Graziadio Isaia Ascoli et fut en vogue durant les deux décennies du régime fasciste. Son usage se perdit après 1947, quand la Vénétie julienne (provinces de Pola, Fiume et en partie de Trieste et Gorizia) fut cédée à la Yougoslavie. Les territoires restants formèrent l'actuelle région du Frioul-Vénétie Julienne.
La Vénétie euganéenne comprenait huit provinces : Venise, Padoue, Rovigo, Vérone, Vicence, Trévise, Belluno et Udine. La province d'Udine, dénommée officiellement province du Frioul, comprenait les territoires qui, en 1968 formèrent la province de Pordenone. En 1947 la partie du Frioul fut détachée de la Venezia Euganea qui prit le nom officiel de Vénétie.
Venise était considérée comme le chef-lieu de la Vénétie euganéenne.